# Lebrecht Ludwig Baentsch
Lebrecht Ludwig Baentsch (* 9. Juni 1767 oder 1769 in Merzin bei Köthen; † 1. Dezember 1836 in Frankfurt (Oder)) war ein deutscher Theologe, Gymnasialdirektor und Sachbuchautor.

## Herkunft
Lebrecht Ludwig Baentsch (oder Bäntsch, manchmal auch Albrecht Ludwig Baentsch) war einer der Söhne des Christoph Lebrecht Bäntsch, der als Tabakspinner in Merzin bzw. möglicherweise später als Amtmann tätig war. Sein jüngerer Bruder war der Theologe Ludwig Leberecht Bäntsch (* 13. Juni 1768 in Merzin), der, von einem Aufenthalt als Privatlehrer in Bremen 1793 zurückgekehrt, um 1797 Waisenhausinspektor und 1805 Archidiakon in Köthen war.
Ein anderer, von Lebrecht Ludwigs Sohn Guido 1839 in der Widmung einer Doktorarbeit erwähnter, Bruder war Friedrich Wilhelm Bäntsch, der 1787 als Justizrat der Grafschaft Warmsdorf in Güsten tätig war. Der herzoglich anhalt-köthensche Regierungsrath Ludwig Gustav Bäntsch (* 4. Januar 1774 Güsten; † 23. August 1830 Köthen) war vermutlich sein Cousin.

## Leben
Nach Besuch der Dorfschule bis zum 15. Lebensjahr trat Lebrecht Ludwig 1784 in die Schule des Waisenhauses der Franckeschen Stiftungen zu Halle und im nächsten Jahr in das neu eingerichtete Gymnasium Dessau ein. 1789 begann er das Theologiestudium in Halle und studierte dann um 1792 bis 1796 Theologie und Philologie in Jena, wonach er wieder in Dessau lebte und 1801 sein bekanntes Werk Handbuch der Geographie und Geschichte des gesamten Fürstentums Anhalt, zum Schul- und Privatunterricht als Selbstverleger auf eigene Kosten veröffentlichen ließ. Darin beschrieb er unter anderem auch die tolerante Religionspolitik des dessauischen Fürstenhauses, dank derer „Protestanten, Katholiken und Juden untermischt in Ruhe und Eintracht neben einander wohnen, ihre Geschäfte treiben, und keiner den andern in seinen Religionsbräuchen und Gottesverehrungen stört“.
Weil Baentsch in Dessau zu lange auf Versorgung durch eine feste Anstellung zu warten hatte, entschloss er sich um 1804 nach Berlin zu ziehen, wo er etwa 4 Jahre als Privatier lebte. Zurück in Dessau heiratete er 1806 Caroline Wilhelmine, verw. Müller, geb. Wiesecke (1777–1828), die Witwe des Dessauer Buchhändlers Carl Ludwig Müller († vor 1806), und war Stiefvater der Henriette Wilhelmine Marie Müller (1801–1844).
Im Jahre 1808 wurde als Lehrer und Inspektor des Alumnats zum Friedrichs-Gymnasium in Frankfurt an der Oder berufen, wohin er um 1809 von Berlin aus mit der Familie umzog. Zunächst bekam er eine Stelle als „infimus“ (lat. unterster Lehrer im Rang), konnte aber bis 1818 zum Subrektor aufsteigen. Er trat als Senior des Lehrer-Kollegiums, und Ordinarius der Sexta, am 5. September 1835 mit Pension in den Ruhestand. Er verstarb am 1. Dezember 1836.

## Familie
Aus seiner Ehe hatte er mehrere Nachfahren. Am 14. Juli 1815 wurde eine Tochter als siebtes Kind geboren. Zu den Kindern zählen:
- Guido Ulrich Albert Emil Baentsch (* 1810 in Ff.a.d.O.), 1839 zum Dr. med an der Friedrich-Wilhelms-Universität zu Berlin promoviert[10]
- Eduard Gustav Baentsch (* Ff.a.d.O.), Bildhauer in München, am 28. Januar 1840 in der Frauenkirche München getraut mit M. Aloisia Kresz. Strobl (königl.Rechnungskommissars-Tochter)[11]
- (?) Ludwig Bensch aus Drossen bei Ff.a.d.O. (Lehrerprüfung am 12. Dezember 1836 zu Neuzelle)[12]
- Benno Baentsch (* 12. April 1819 in Ff.a.d.O.; † 3. Januar 1898 in Oschersleben), Urgroßvater des Journalisten Wolfram Baentsch

## Werke
- Handbuch der Geographie und Geschichte des gesammten Fürstenthums Anhalt, zum Schul- und Privatunterricht (Leipzig und Dessau 1801) Selbstverlag (online)